# Metriocnemus tyrolensis
Metriocnemus tyrolensis är en tvåvingeart som först beskrevs av Jean-Jacques Kieffer 1925.  Metriocnemus tyrolensis ingår i släktet Metriocnemus och familjen fjädermyggor.
Artens utbredningsområde är Österrike. Inga underarter finns listade i Catalogue of Life.